# En attendant Cousteau
En attendant Cousteau (también conocido por su título en inglés: Waiting for Cousteau) es un álbum creado por Jean-Michel Jarre, publicado en el año 1990 por Disques Dreyfus, con licencia para Polydor. El álbum está dedicado a la figura del investigador oceanográfico francés Jacques-Yves Cousteau y su fecha de publicación coincidió con su 80 cumpleaños, el 11 de junio de 1990. El título del álbum hace referencia a la obra teatral de Samuel Beckett En attendant Godot.

## Lista de temas
Se vendió en LP, CS y CD. En formato LP y CS el tema En attendant Cousteau dura sólo 22 minutos. La distribución en aquellos formatos es la siguiente:
| Lado A |                                   |       |          |  |
| N.º    | Título                            | Autor | Duración |  |
| 1.     | «Calypso, part 1»                 | Jarre | 8:24     |  |
| 2.     | «Calypso, part 2»                 | Jarre | 7:10     |  |
| 3.     | «Calypso, part 3» (Fin de Siècle) | Jarre | 6:28     |  |
| 22:02  |                                   |       |          |  |

| Lado B |                         |       |          |  |
| N.º    | Título                  | Autor | Duración |  |
| 1.     | «En attendant Cousteau» | Jarre | 22:00    |  |
| 22:00  |                         |       |          |  |

En formato CD es la siguiente:
| En attendant Cousteau (formato CD) |                                   |       |          |  |
| N.º                                | Título                            | Autor | Duración |  |
| 1.                                 | «Calypso, part 1»                 | Jarre | 8:24     |  |
| 2.                                 | «Calypso, part 2»                 | Jarre | 7:10     |  |
| 3.                                 | «Calypso, part 3» (Fin de Siècle) | Jarre | 6:28     |  |
| 4.                                 | «En attendant Cousteau»           | Jarre | 46:53    |  |
| 69:00                              |                                   |       |          |  |

## Detalles del disco
Jean Michel Jarre elaboró este disco como tributo al conocido investigador, con quien había colaborado previamente haciendo la banda sonora para uno de sus documentales, titulado "Palawan - El último refugio".
Las primeras versiones promocionales del álbum se titulaban "Cousteau on the Beach", que fueron posteriormente rebautizadas, porque Jacques-Yves Cousteau pensaba que las playas eran un desastre medioambiental.

## Otras versiones
| Tema                            | Álbum / Concierto                                      | Año       | Nombre alternativo | Observaciones |
| ------------------------------- | ------------------------------------------------------ | --------- | ------------------ | --- |
| Calypso, part 1                 | Paris La Defense                                       | 1990      |                    | |
| Calypso, part 1                 | Images - The Best of Jean Michel Jarre (/)             | 1991      |                    | Sólo primera parte del tema |
| Calypso, part 1                 | Images - The Best of Jean Michel Jarre (remasterizado) | 1997      |                    | Sólo primera parte del tema |
| Calypso, part 1                 | Concert Pour La Tolerance                              | 1995      |                    | |
| Calypso, part 2                 | Paris La Defense                                       | 1990      |                    | |
| Calypso, part 2                 | Essentials & Rarities                                  | 2011      |                    | Sólo segunda parte del tema |
| Calypso, part 3 (Fin de Siecle) | Paris La Defense                                       | 1990      |                    | |
| Calypso, part 3 (Fin de Siecle) | Images - The Best of Jean Michel Jarre (/)             | 1991      |                    | Versión más corta |
| Calypso, part 3 (Fin de Siecle) | Images - The Best of Jean Michel Jarre (remasterizado) | 1997      |                    | Versión más corta |
| Calypso, part 3 (Fin de Siecle) | Indoors Arena Tour                                     | 2009-2010 |                    | |
| En attendant Cousteau           | Paris La Defense                                       | 1990      |                    | Además, fue tema de introducción en conjunto con Calypso, part 1 (Latino mix) del video del concierto; con una duración de 1 minuto. |
| En attendant Cousteau           | Space of Freedom                                       | 2005      |                    | Como preámbulo al concierto. No aparece en el álbum del concierto (Live from Gdańsk).                                                |

| Tema            | Artista       | Álbum    | Año  | Nombre alternativo          | Observaciones  |
| --------------- | ------------- | -------- | ---- | --------------------------- | -------------- |
| Calypso, part 1 | Bruno Mylonas | Jarremix | 1995 | Calypso part 1 (Latino mix) | Versión remix. |